# Ricky Sobers
Ricky Brad Sobers (Bronx, 15 gennaio 1953) è un ex cestista statunitense, professionista nella NBA.

## Carriera
Venne selezionato dai Phoenix Suns al primo giro del Draft NBA 1975 (16ª scelta assoluta).